# Georges-Léon-Alfred Perrichon
Pour les articles homonymes, voir Perrichon.
Georges-Léon-Alfred Perrichon, né le 24 janvier 1830  à Paris et mort le 8 avril 1907 à Andeville (Oise), est un graveur, dessinateur et peintre français.

## Biographie
Georges-Léon-Alfred Perrichon est l'élève de Lequien, de Jacques Adrien Lavieille, et d'Émile Lassalle.
Il est associé, en 1851, avec Antoine-Alphée Piaud et Isidore Désiré Regnier, en 1858, d'Edmond Yon ensuite. Nombre de ses gravures sont co-signées avec  Buri & Jeker. Il a fréquemment gravé d'après les peintures de Gustave Brion.
Il expose pour la première fois au Salon de Paris en 1864, deux gravures d'après Brion, et envoie des œuvres à ce salon jusqu'en 1879. Il est ensuite membre de la Société des artistes français et expose en leur salon régulièrement jusqu'en 1892.
Il est également présent dans de nombreuses expositions : Société des amis des arts de Strasbourg, en 1884, Société artistique de l'Hérault, en 1885 ; Société des amis des arts du département de Seine-et-Oise, musée de Versailles, 1885 ; Société des amis de arts du département de la Somme, en 1887 ; Société des amis des arts du Havre, en 1896 ; exposition du Méru (Oise), 1907. Il représente fréquemment dans ses œuvres des paysages des environs de Paris et en Normandie. 
Il forme son fils Jules-Léon Perrichon à la gravure sur bois. 
Une rue d'Andeville porte le nom de Georges Perrichon.

## Œuvre

### Ouvrages illustrés
- Victor Hugo,  Notre-Dame de Paris, illustré par Brion, gravures de Yon et Perrichon, Paris, 1865, J. Hetzel et A. Lacroix, 272 p. lire en ligne sur Gallica
- Charles Lahure, Histoire populaire contemporaine de la France, 4 vol. [Perrichon est un des graveurs] Paris, 1864-1866, Ch. Lahure,  lire en ligne sur Gallica

### Œuvres présentes dans des musées
Le British museum possède 9 estampes :  Scène de l'Apocapypse, d'après Albrecht Dürer ;  Les amours d'Antoine et de Cléôpatre d'après Giovanni Battista Tiepolo ; La Vierge et l'Enfant Jésus entourés de Saint Jean-Baptiste, Sainte Marie-Madeleine, d'après Botticelli ; Tête de femme ; Marat chez Talma ; Portrait de Corot ; Triomphe de Marat.
Le Metropolitan Museum of Art (New York) : Charge of the Ninth Cuirassiers, Village of Morsbronn, August 6, 1870 d'après Édouard Detaille.

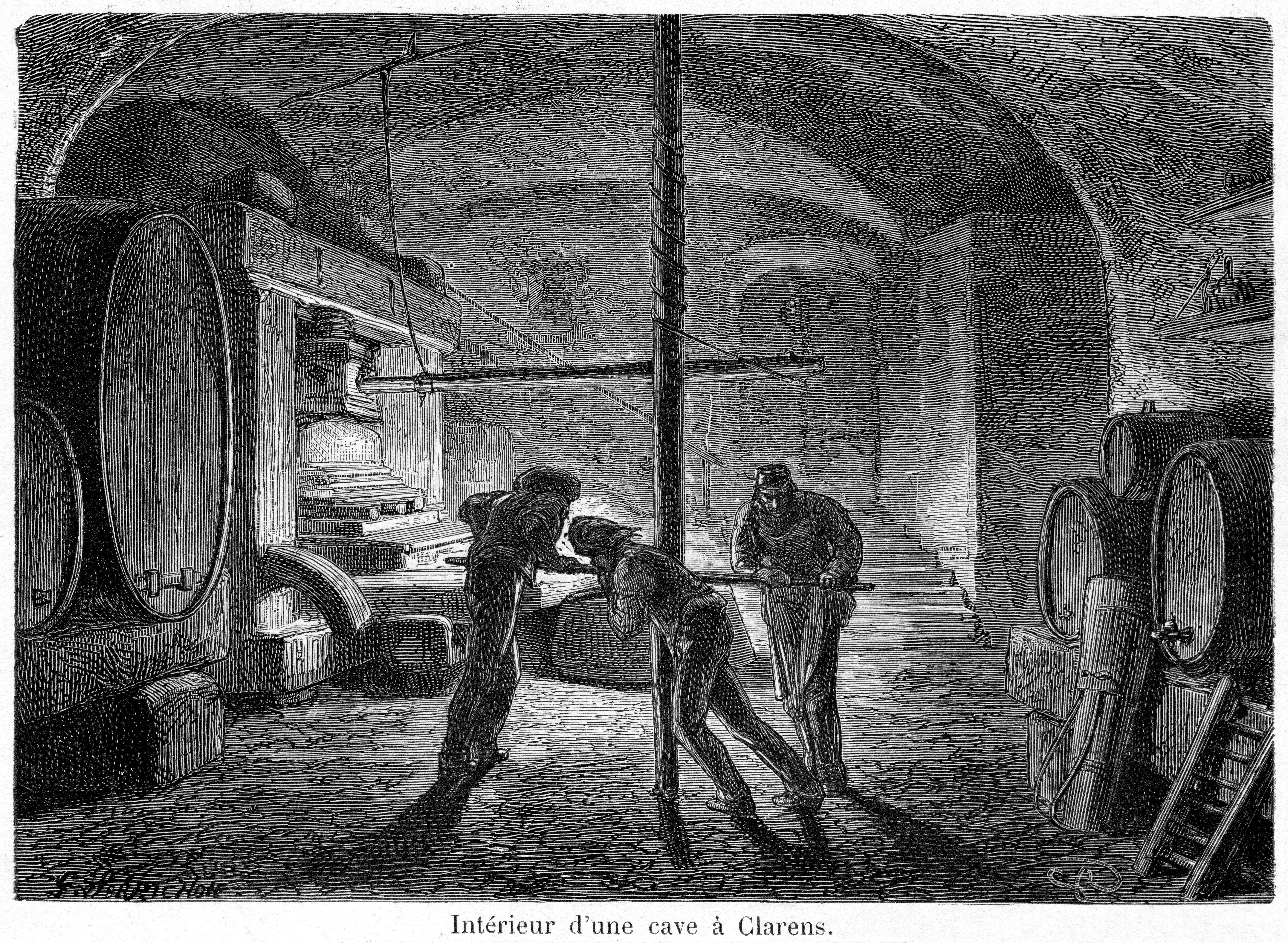
Le ranz des vaches de Gruyère gravures sur bois par G. Perrichon et Buri & Jeker
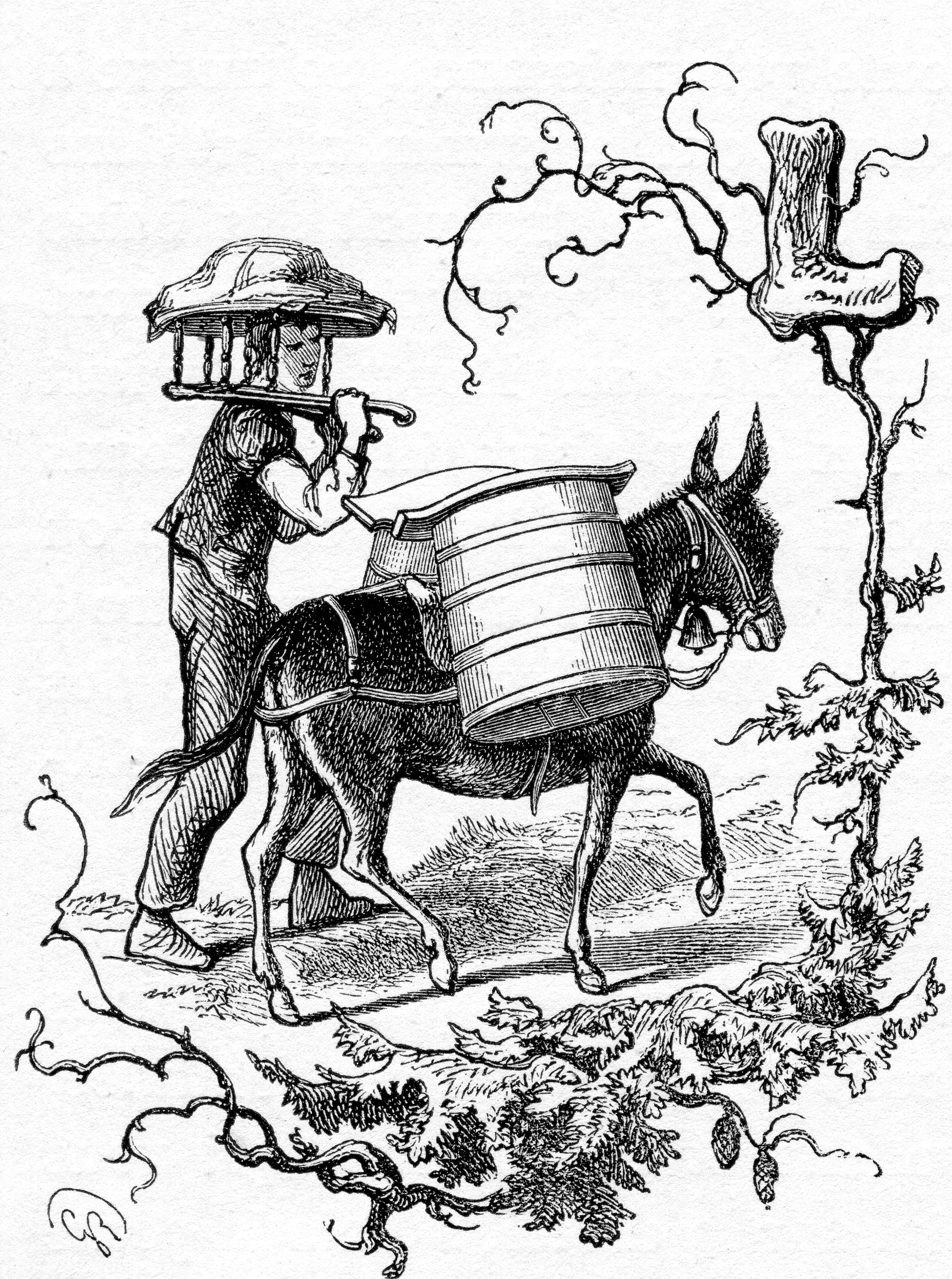
Vignette, gravure de  G.Perrichon et Buri & Jeker
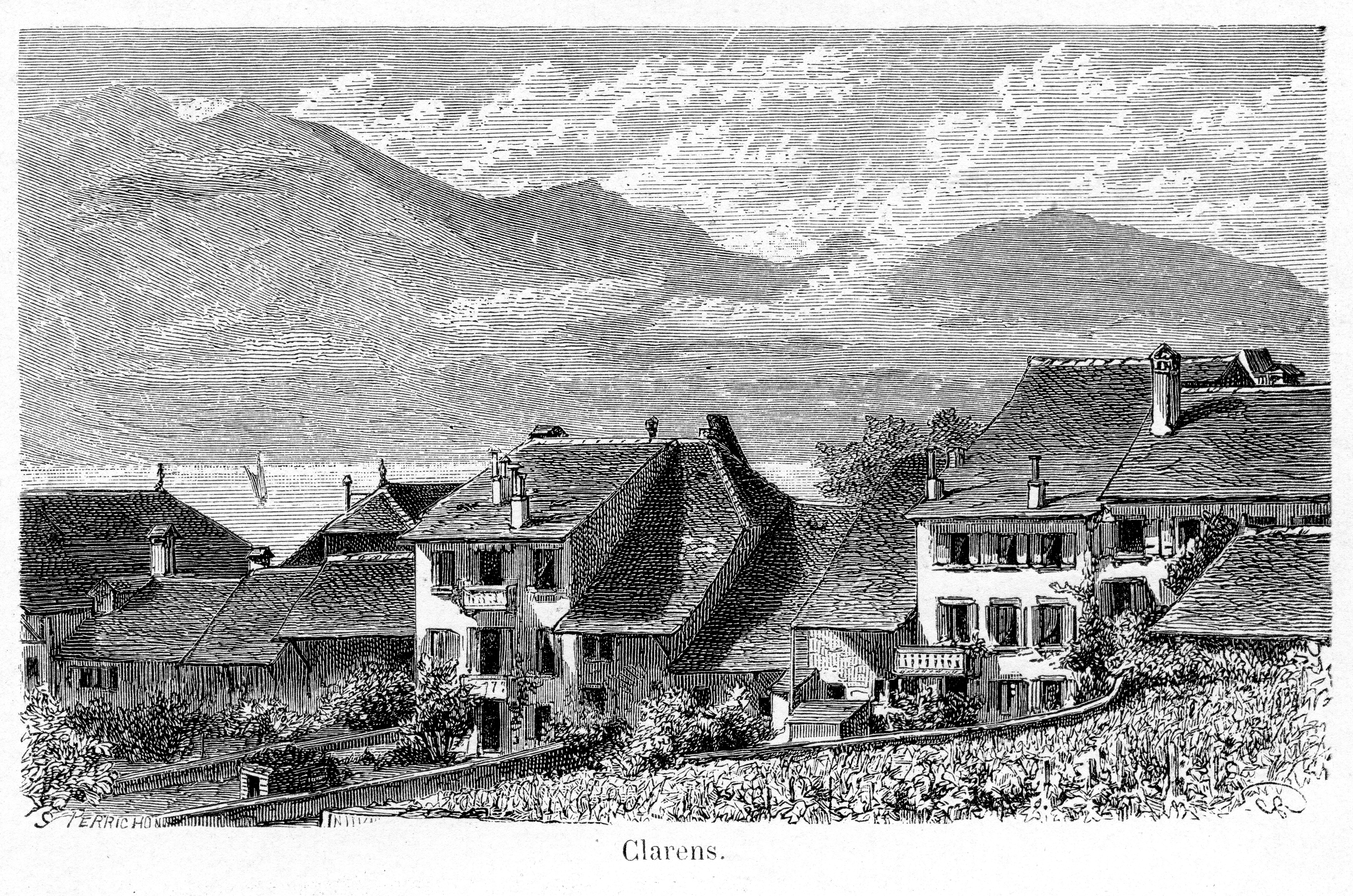
Clarens.  gravure sur bois par G. Perrichon et Buri & Jeker
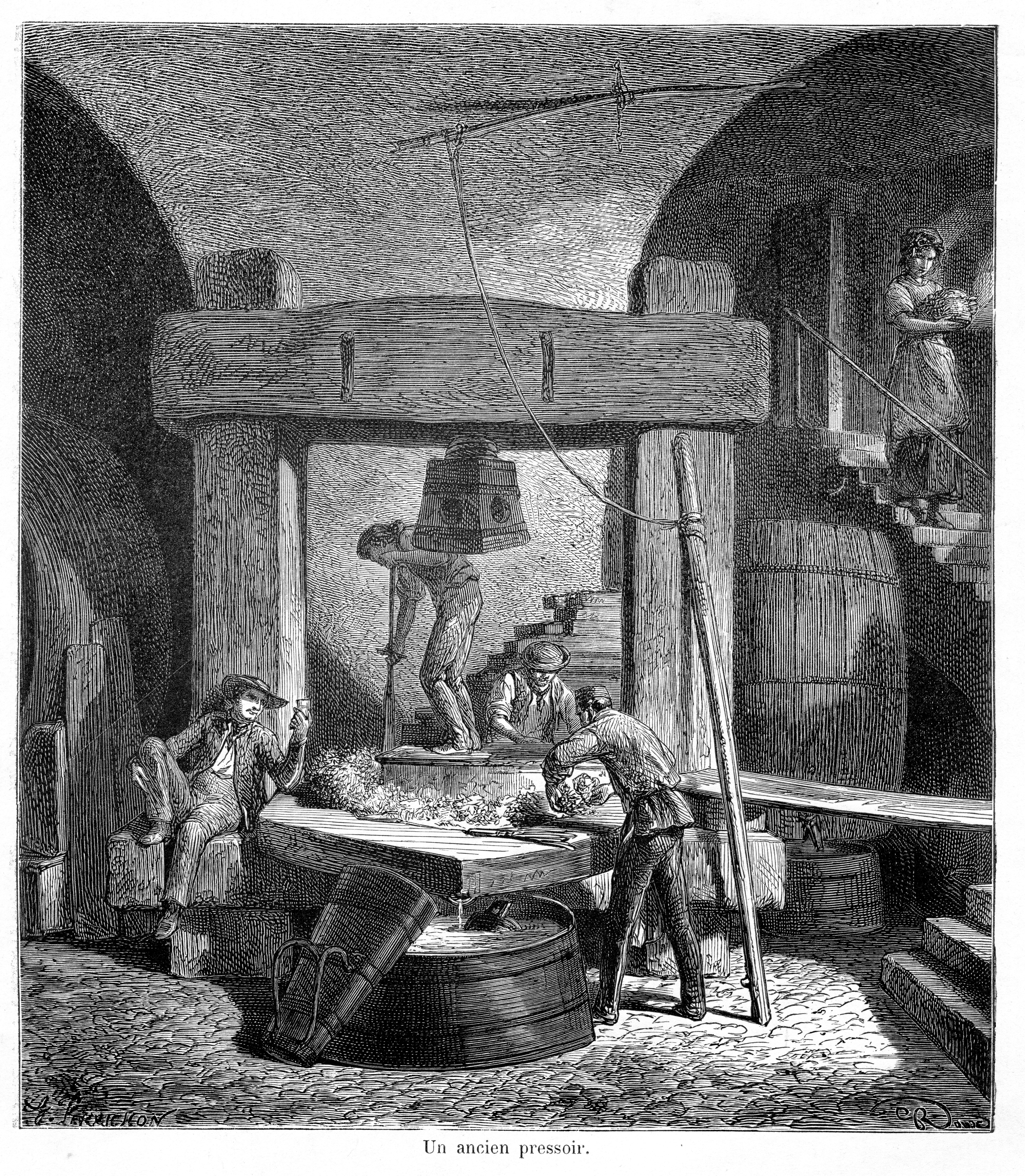
Un ancien pressoir, gravure sur bois par G. Perrichon et Buri & Jeker
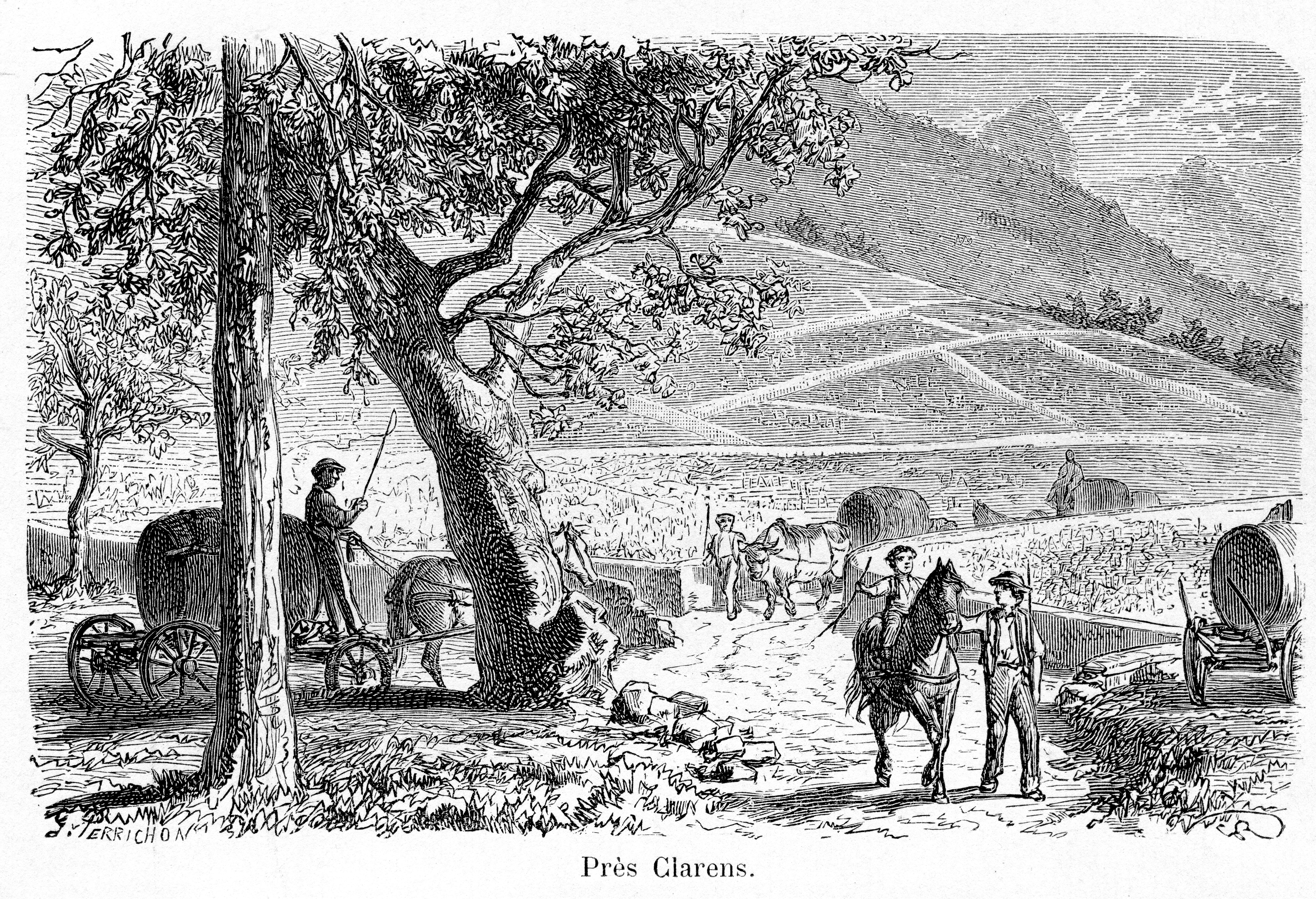
Près Clarens.  Gravure sur bois par G. Perrichon et  Buri & Jeker
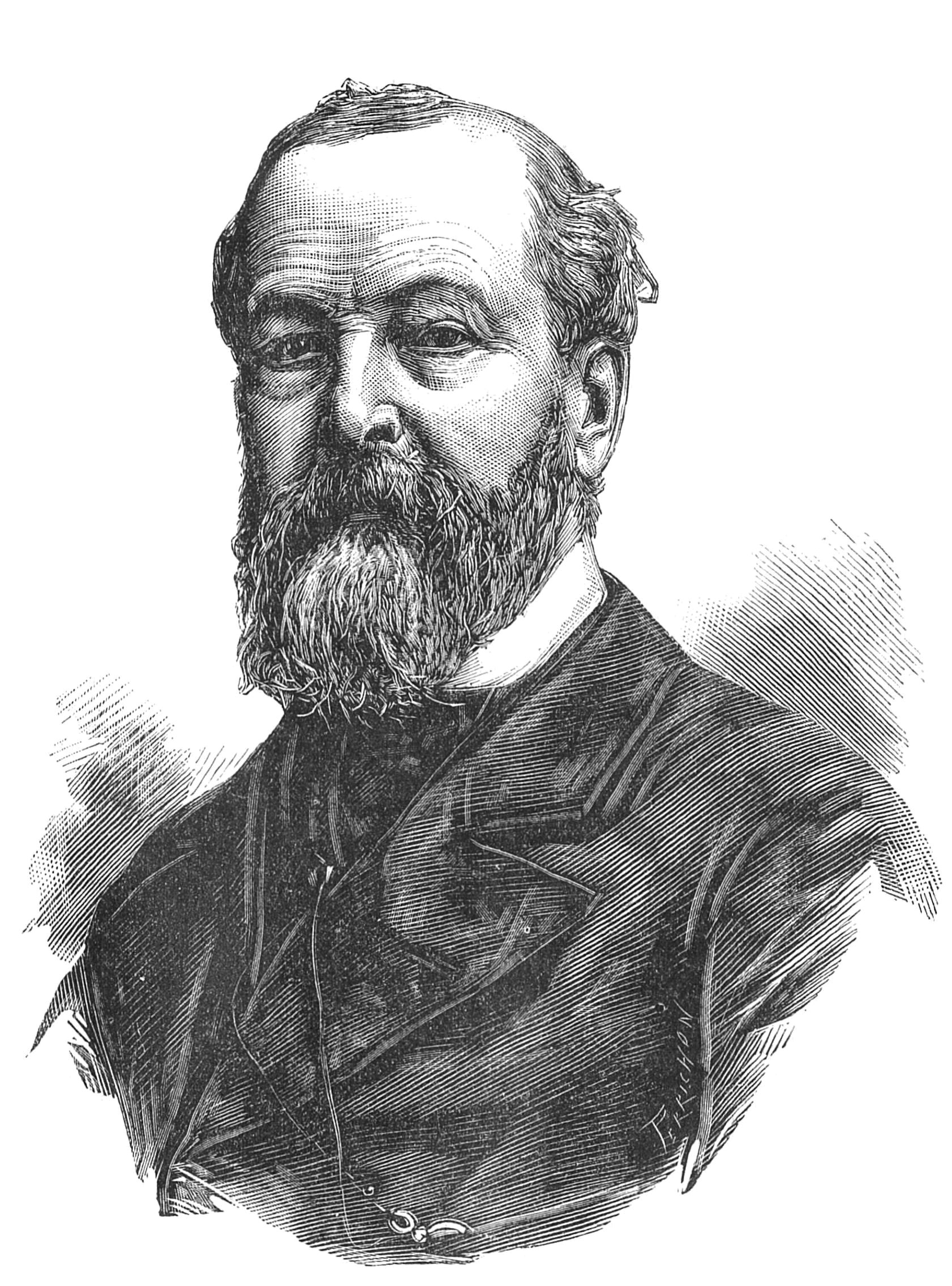
Paul Casimir-Perier
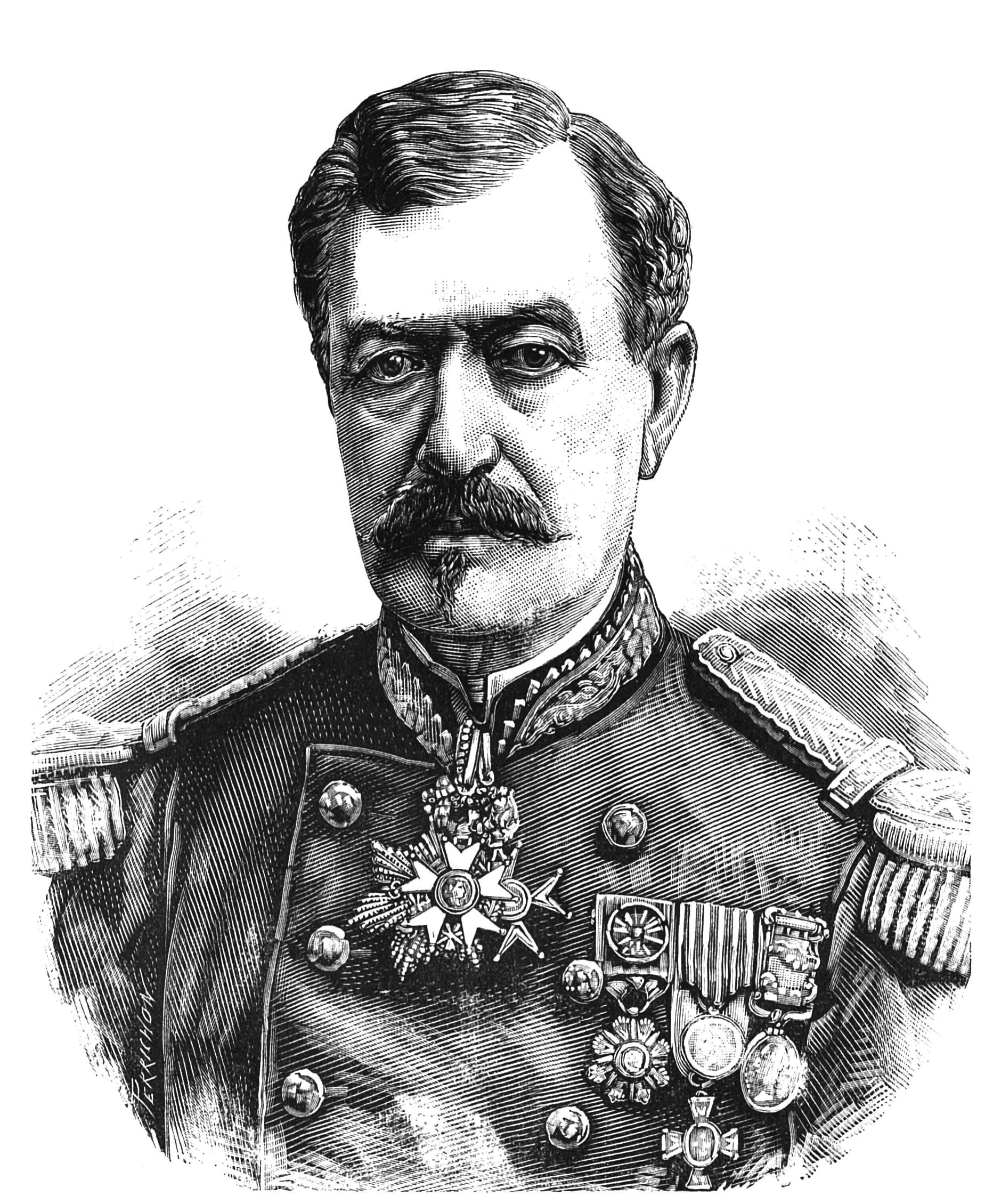
Général Henrion-Bertier
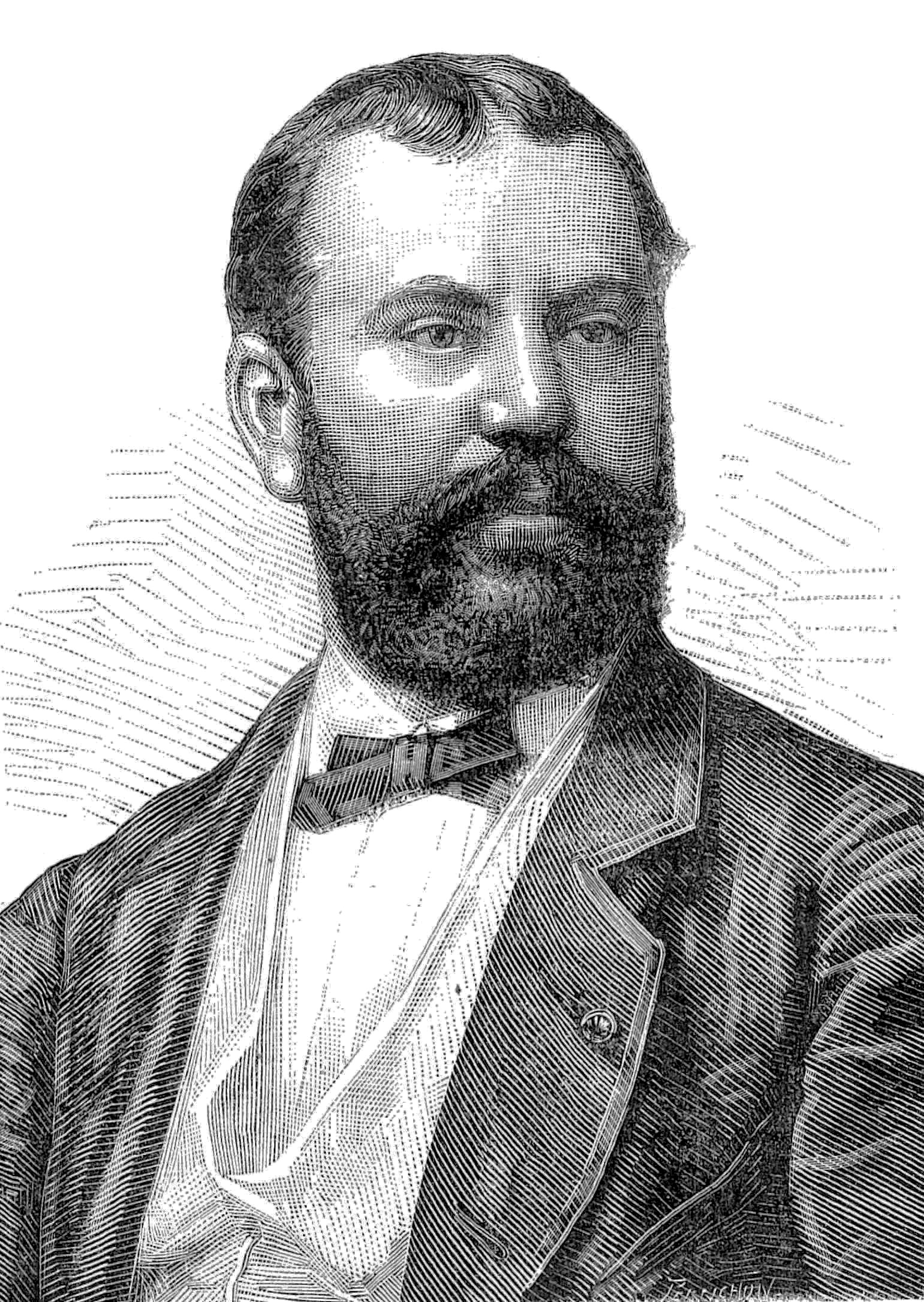
Charles Lalou, administrateur délégué de la Banque des prêts à l'industrie
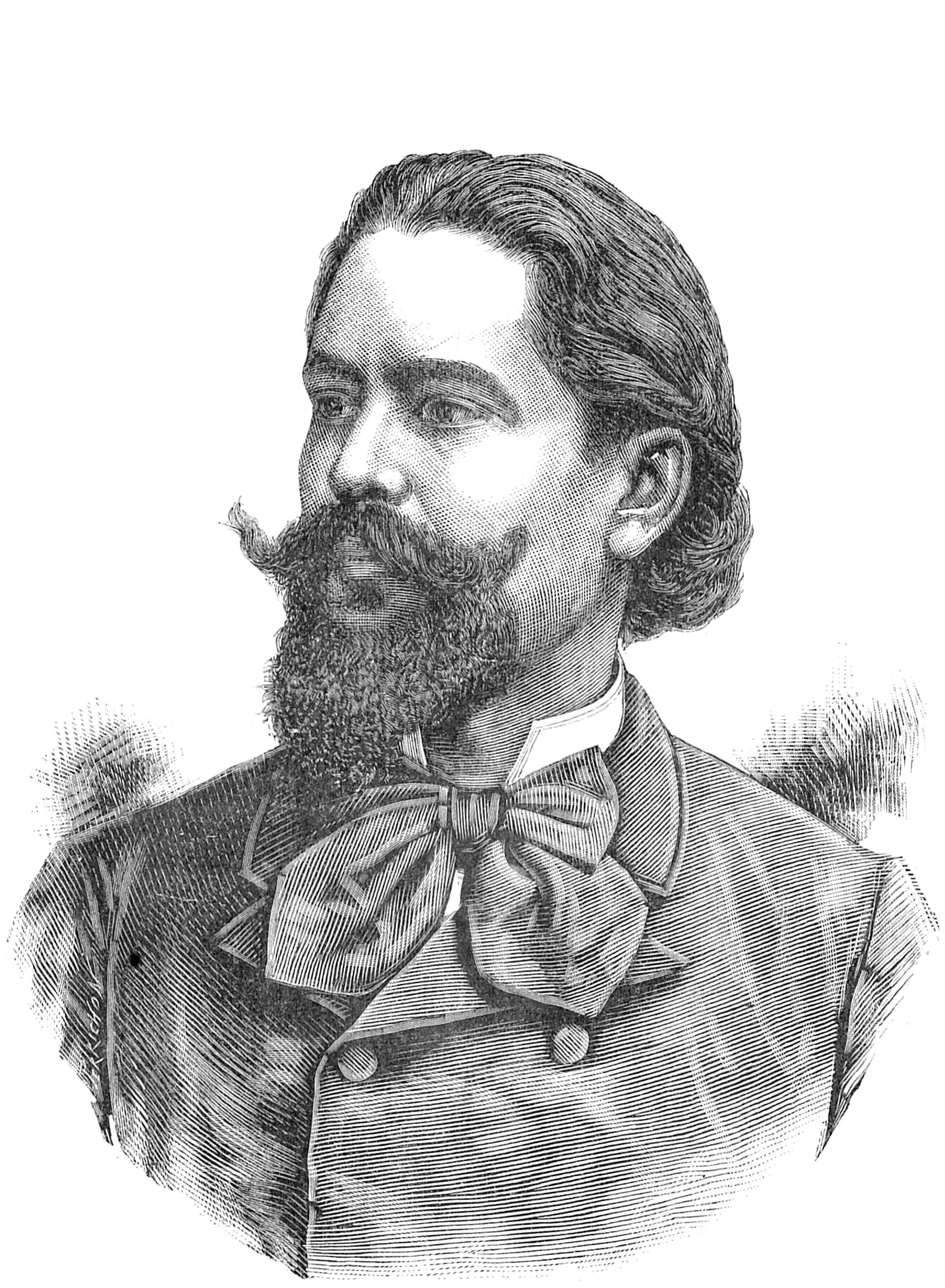
Gaston Sarlat, député de la Guadeloupe
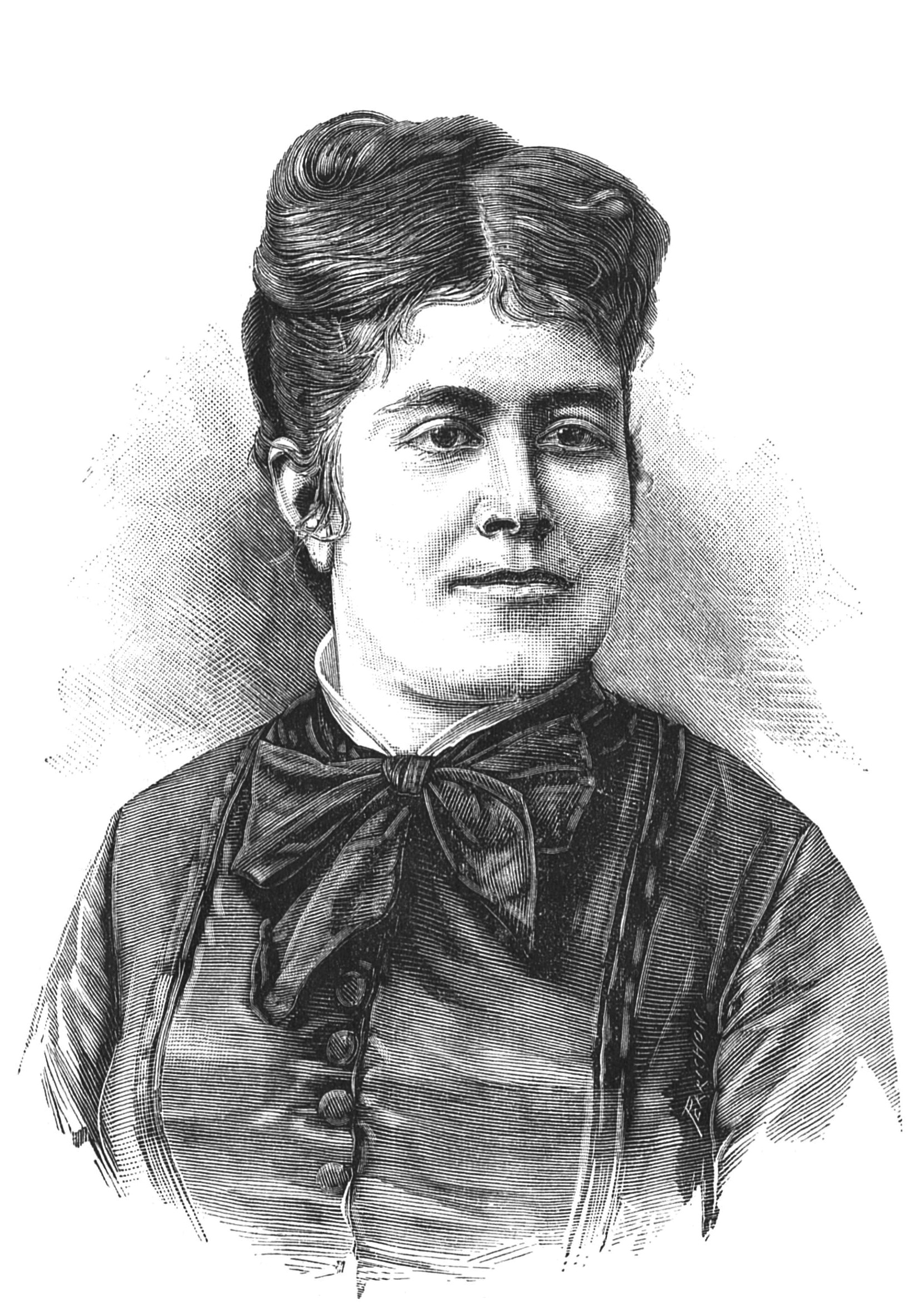
Rosa Perrée, docteur en médecine de la Faculté de Paris